# Juan de Dios Videla
Juan de Dios Videla (Mendoza, 7 de marzo de 1815 - ibídem, 3 de septiembre de 1880) fue un militar argentino que ocupó el cargo de Gobernador de Mendoza desde el 18 de diciembre de 1861 hasta el 2 de enero de 1862. También fue gobernador de San Juan durante unos meses de 1867.

## El héroe del terremoto
Nació en Mendoza en marzo de 1815. Participó en la guerra civil de 1829 al 1831, como oficial del ejército de sus tíos, los caudillos del partido unitario de San Luis; huyó a Chile, donde vivió hasta que, en 1838, se trasladó a Montevideo. Fue oficial de la campaña de Juan Lavalle en 1839, y peleó en las batallas de Yeruá, Don Cristóbal, Sauce Grande, Santa Fe y Quebracho Herrado. Cuando hacía la campaña de La Rioja, se pasó a las fuerzas federales de Manuel Oribe; a órdenes de este peleó en Famaillá y Arroyo Grande.
Prestó servicios en el sitio de Montevideo y llegó al grado de coronel. En 1852 combatió en Caseros del lado del gobernador de Buenos Aires, Juan Manuel de Rosas. Apoyó el sitio de Buenos Aires por los federales de Hilario Lagos.
Pasó a Mendoza como jefe de la frontera con el indio y se identificó con el partido federal.
En marzo de 1861, la ciudad de Mendoza fue totalmente destruida por un terremoto. El coronel Videla fue el primero en formar guardias para evitar saqueos y ayudar a los heridos y a quienes habían perdido sus casas. Se destacó como un hombre compasivo y muy eficiente, organizando el reparto de auxilios enviados a las víctimas. Por mucho tiempo se recordó en Mendoza que había logrado salvar una gran cantidad de vidas. Había perdido dos hijos en el desastre.
En diciembre de 1861, como resultado de la derrota nacional de Pavón, los unitarios organizaron una revolución, pero ésta fue vencida por el gobernador Laureano Nazar, que la reprimió con dureza. Pero Videla, creyendo que podría llegar a algún acuerdo con el vencedor Bartolomé Mitre, derrocó a Nazar el 18 de diciembre de 1861. Pero al llegar la expedición de Wenceslao Paunero y Domingo Faustino Sarmiento a Cuyo, éstos le exigieron la renuncia. Renunció a la gobernación el 2 de enero de 1862: no había arreglo posible.

## La Revolución de los Colorados
Durante la guerra civil contra las fuerzas de Ángel Vicente Peñaloza se negó a tomar partido, por lo que pasó varios meses en la cárcel. En noviembre de 1866 estalló la "Revolución de los Colorados": una sublevación de las tropas que debían partir a la guerra del Paraguay, dirigida por Videla. Liberaron a los presos de la cárcel, entre los cuales se hallaba el doctor Carlos Juan Rodríguez, un federal puntano a quien Videla hizo nombrar gobernador de Mendoza. En dos días controlaron toda la provincia.
Pocos días después derrotaron en San Rafael al coronel Irrazábal, el asesino de Peñaloza. De allí pasó Videla a la provincia de San Juan, de donde expulsó al gobernador unitario Camilo Rojo; fue nombrado gobernador por una reunión popular a principios de enero de 1867. Retrocedió hacia el sur y derrotó al coronel Julio Campos, gobernador unitario de La Rioja, en la batalla de Pocito.
El mando militar de la revolución quedó en manos del general Juan Saá, que recuperó San Luis y colocó en el gobierno de esa provincia a su hermano Felipe. En muy poco tiempo habían tomado el poder en todo Cuyo, y a principios de febrero lograron, a través de Felipe Varela, ocupar el gobierno en La Rioja, además de contar con el apoyo del gobernador cordobés Mateo Luque.
La situación era realmente peligrosa para el gobierno nacional, que envió fuerzas poderosas desde el frente de la guerra del Paraguay para enfrentarlos. El general José Miguel Arredondo los enfrentó en abril de 1867 en el paso de San Ignacio, sobre el río Quinto. Los federales estuvieron a punto de vencer, pero la decisiva acción de la infantería de Luis María Campos dio vuelta la batalla y los federales fueron destrozados. Todos sus dirigentes huyeron a Chile, excepto Varela, que resistió casi un año más. Había fracasado el último intento federal en el interior.
Videla regresó a Mendoza fines de la década de 1870, bajo la protección que le daba la influencia del senador nacional Carlos Juan Rodríguez.
Murió en Mendoza en septiembre de 1880.